# Oued Zousfana
Oued Zousfana är en wadi i Algeriet.   Den ligger i provinsen Béchar, i den nordvästra delen av landet, 900 km sydväst om huvudstaden Alger.